# Trolderiks Julekalender
Trolderiks Julekalender er en dansk julekalender for børn som blev vist på TV 2 i 1991.

## Medvirkende
- Bob Goldenbaum - Trolderik
- Maria Stenz - Lafayette og Tiptroldeoldemor
- Svend Bjerre - Baron von Piphat
- Niels Christian Meyer - Bubber som ekstrapost
- Arne Siemsen - Postbud, Postmester, Nisse